# Chorągiew husarska litewska królewska

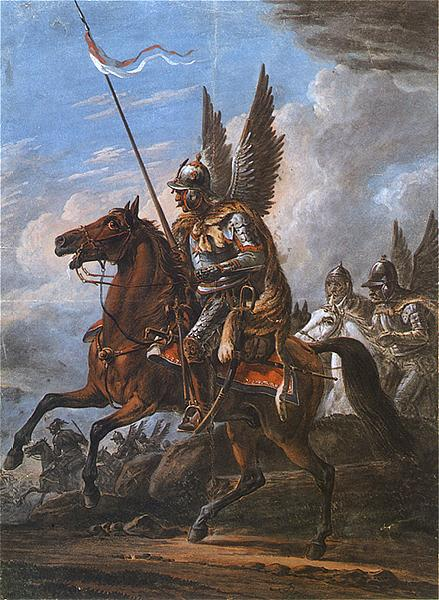

Chorągiew husarska litewska królewska – chorągiew husarska litewska połowy XVII wieku, okresu wojen ze Szwedami.
Chorągiew ta była reprezentacyjną i najważniejszą chorągwią Armii Wielkiego Księstwa Litewskiego.
Wzięła udział w bitwie pod Warszawą pod koniec lipca 1656. Jej porucznikiem był pisarz polny litewski – Aleksander Hilary Połubiński herbu Jastrzębiec.